# Неофит I Гревенски
Неофит (на гръцки: Νεόφυτος, Неофитос) е гръцки духовник, епископ на Цариградската патриаршия.

## Биография
Става духовник и е хиротонисан за гревенски епископ. Неофит е начело на Гревенската епархия до смъртта си в 1398 година. Сведенията за Неофит са от кодекс в Британския музей, Additional 22492, лист 192b. Текстът гласи:
| „ | †ἐκειμήθη ὀ Πανιερώτατος Ἑπίσκοπος Γρεβενοΰ, ό κύριος Νεόφυτος, ἐπί ἕτος 1398 καἰ δεύτερος Χρυσόστομος νέος ἐπι ἕτους 1422, μηνἰ Δεκεμβρίω στʹ. Καἰ ἕτερος Νεόφυτος ὀ Βλάχος, ἐπἰ ἕτους 1481. | “ |